# Ricensia
Ricensia är ett släkte av fjärilar. Ricensia ingår i familjen nattflyn.
Kladogram enligt Catalogue of Life:
| Ricensia | \| \| Ricensia glaucopasta \| \| \| \| \| \| Ricensia micrastigma \| \| \| \| |
|          | \| \| Ricensia glaucopasta \| \| \| \| \| \| Ricensia micrastigma \| \| \| \| |
|          | Ricensia glaucopasta                                                          |
|          |                                                                               |
|          | Ricensia micrastigma                                                          |
|          |                                                                               |